# When It’s Love
When It’s Love – piosenka amerykańskiego zespołu Van Halen wydana na singlu w 1988 roku, który promował album OU812 (1988). Ta rockowa ballada była najpopularniejszym utworem z albumu, który znalazł się na 5. pozycji głównej amerykańskiej listy przebojów „Billboard” Hot 100 oraz na 1. miejscu zestawienia tego czasopisma, Mainstream Rock.
Piosenka była częścią północnoamerykańskiej setlisty podczas trasy koncertowej grupy Van Halen w 1998 roku (utwór wykonany 73 razy). W trakcie tournee zespół występował z amerykańskim piosenkarzem Garym Cherone’em. Gitarzysta grupy Eddie Van Halen stwierdził, że gitarowe solo jest nawiązaniem i ukłonem w stronę brytyjskiego muzyka Erica Claptona.
Utwór „When It’s Love” została umieszczona na liście specjalnego odcinka amerykańskiej stacji muzycznej VH1, „The Greatest: 25 Greatest Power Ballads”, na której została sklasyfikowana na 24. pozycji najlepszych rockowych ballad wszech czasów.

## Lista utworów
Źródło: 
7″
1. „When It's Love” (edit) – 4:32
2. „A Apolitical Blues” – 3:48

12″ Maxi
1. „When It’s Love” (LP) – 5:36
2. „A Apolitical Blues” – 3:48
3. „When It’s Love” (edit)  – 4:32

## Listy przebojów
| Kraj | Lista             | Pozycja | Źr.    |
| ---- | ----------------- | ------- | ------ |
| AU   | Top 50 Singles    | 23      | [ 9 ]  |
| IE   | Top 100 Singles   | 23      | [ 10 ] |
| CA   | „RPM” Top Singles | 21      | [ 11 ] |
| GB   | UK Singles Chart  | 28      | [ 12 ] |
| US   | Hot 100           | 5       | [ 2 ]  |
| US   | Mainstream Rock   | 1       | [ 3 ]  |

| Kraj | Lista   | Pozycja | Źr.    |
| ---- | ------- | ------- | ------ |
| US   | Hot 100 | 82      | [ 13 ] |